# Barbelo
O termo gnóstico Barbēlō (Grego Βαρβηλώ) refere-se à primeira emanação de Deus nas diversas formas da cosmogonia gnóstica setiana. Barbēlō é frequentemente mostrada como um princípio feminino supremo, o único antecessor passivo da diversidade da Criação. Essa figura é também referenciada como "Mãe-Pai" (adivinhando sua aparente androginia), 'Primeiro Ser Humano', 'O Triplo Nome Andrógino' ou 'Eterno Aeon'. O seu lugar era tão proeminente entre alguns gnósticos que algumas escolas  eram denominadas como barbeliota, adoradores de Barbēlō ou Barbēlō-gnósticos (veja Borboritas).

## A natureza de Barbēlō

### Em textoscoptas
No Apócrifo de João, um tratado na Biblioteca de Nag Hammadi contendo a mais extensa versão do mito de criação setiano, Barbēlō é descrita como "O primeiro poder, a glória, Barbēlō, a glória perfeita nos aeons, a glória do apocalipse.". Todos os atos seguintes de criação dentro da esfera divina (salvo, crucialmente, aqueles do mais baixo aeon, Sophia), ocorrem através de sua ação conjunta com Deus. O texto a descreve assim:
| “ | Este é o primeiro pensamento, imagem dele; ela se tornou o útero de tudo, pois é ela que precede a eles todos, a Mãe-Pai, o primeiro homem (Anthropos), o Espírito Santo, o três-vezes masculino, o três-vezes poderoso, o triplamente nomeado uno andrógino e o eterno aeon dentre os invisíveis e o primeiro a se apresentar | ” |
|   | — Apócrifo de João. |   |

Em Pistis Sophia, Barbēlō é chamada frequentemente, mas seu lugar não está claramente definido. Ela é um dos deuses, "um grande poder do Deus Invisível" (373), junto com Ele e as três "Triplamente poderosas divindades" (379), a mão de Pistis Sophia (361) e dos outros seres (49); dela Jesus recebeu Sua "vestimenta de luz" ou corpo celeste (13, 128; cf. 116, 121); a terra é aparentemente a "matéria de Barbēlō" (128) ou o "lugar de Barbēlō" (373).

### Em textos daEra patrística
Ela é descrita obscuramente por Ireneu de Lyon como um "aeon que nunca envelhece e existe num espírito virginal", a quem, de acordo com certos "Gnostici", o Pai inominável desejou se manifestar a ela, e que, quando quatro sucessivos seres - cujos nomes expressam pensamento e vida - emergiram Dele, foi preenchida de alegria pela visão, e por si mesma, deu à luz três (ou quatro) outros seres similares.
Ela aparece ainda em passagens vizinhas de Epifânio de Salamis, que em parte deve ter seguido o Compêndio de Hipólito como é demonstrado pela comparação com Philaster (c. 33), mas também por seu conhecimento pessoal das seitas Ofitas especialmente chamadas de "Gnostici" (i. 100 f.). A primeira passagem é num artigo sobre os nicolaítas (i. 77 f.), aparentemente uma referência profética aos seus supostos descendentes, os "Gnostici" (77 A.Philast.). De acordo com a visão deles, Barbēlō vive "acima no oitavo céu;" ela foi 'emanada' (προβεβλῆσθαι) "do Pai;" ela era a mãe de Yaldabaoth (ou de Sabaoth), que insolentemente tomou posse do sétimo céu e se autoproclamou o único Deus; e quando ela ouviu essa palavra, lamentou. Ela sempre aparecia para os Arcontes numa forma muito bela, pois encantando-os poderia juntar novamente seu poder que fora dispersado.
Outros, Epifânio de Salamis parece dizer (78 f.), contam uma história similar de Sophia, substituindo Caulacau por Yaldabaoth. Em seu artigo seguinte, no "Gnostici" (83 C D), a ideia de juntar novamente os poderes dispersados de Barbēlō, "a Mãe acima", roubado dela pelo "o Arcontes que fez o mundo e os outros deuses e anjos e demônios que estavam com ele", repete-se como foi colocada no apócrifo 'O Pensamento de Norea', a lendária esposa de Noé. Em ambos, Epifânio representa a doutrina como dando origem ao consumo ritual de fluidos sexuais.
Numa terceira passagem (91 f.), enumerando que Arcontes tem tronos em qual céu, ele menciona como habitantes de um oitavo - e superior - céu "ela que é chamada Barbēlō" e o auto-engendrado Pai e Senhor de todas as coisas, e o 'nascido da virgem' (αὐτολόχευτον) Cristo (evidentemente como filho dela, pois de acordo com Ireneu sua primeira cria, "a Luz", era chamado de Cristo); e de maneira similar ele conta como a ascensão das almas através dos diferentes céus terminariam numa região superior, "onde Barbēro ou Barbēlō é a Mãe da Vida" (Genesis 3:20).
Teodoreto (H. F. f. 13) simplesmente parafraseia Ireneu, com algumas poucas palavras de Epifânio de Salamis. Jerônimo inclui diversas vezes o nome Barbēlō em listas de nomes prodigiosos (no mau sentido) que aparecem na heresia espanhola, ou seja, dentre os Priscilianistas; Balsamus e Leusibora aparecendo três vezes associado com ele. (Ep. 75 c. 3, p. 453 c. Vall.; c. Vigil. p. 393 A; in Esai. lxvi. 4 p. 361 c; in Amos iii. 9 p. 257 E).

## Importância
Em narrativas gnósticas sobre Deus, as noções de impenetrabilidade, stasis (do grego Greek στάσις "imóvel, ausência de forças externas") e infalibilidade são de central importância. A emanação de Barbēlō pode ser entendida como sendo um aspecto gerador intermediário do Divino, ou como uma abstração do aspecto gerador do Divino através da sua Plenitude (Pleroma). O mais transcendente Espírito invisível oculto não aparece ativamente participando da criação. Este significado é refletido tanto na aparente androginia (reforçada por vários dos seus epítetos) quanto no nome Barbēlō.
Diversas etimologias plausíveis para o nome (em grego:  Βαρβηλώ, Βαρβηρώ, Βαρβηλ, Βαρβηλώθ) foram propostas. Pode ser uma construção ad hoc do copta significando tanto 'Grande Emissão' quanto 'Semente' . William Wigan Harvey (escrevendo sobre Ireneu) e Richard Adelbert Lipsius propuseram anteriormente Barba-Elo, 'A Divindade em Quatro', com referências à tétrade que, pelos reportes de Ireneu, procederam dela. Entretanto, a relação de Barbēlō a esta tétrade não é análoga ao Chol-Arba de Marcus (discípulo de Valentim). A tétrade compõe o grupo mais antigo da sua progenia e é mencionada apenas uma vez.
A raiz balbel muito usada nos Targums (Buxtorf, Lex, Rabb. 309), em hebreu bíblico balal, significando mistura ou confusão, indicando uma derivação melhor para Barbēlō como sendo a semente caótica de várias e distintas existências: a troca de ל para ר não é incomum e pode ser vista na forma alternativa em grego:  Βαρβηρώ.